# Pterolophia consimilis
Pterolophia consimilis är en skalbaggsart som beskrevs av Stefan von Breuning 1943. Pterolophia consimilis ingår i släktet Pterolophia och familjen långhorningar. Inga underarter finns listade i Catalogue of Life.